# پلاتو (ایندیانا)
پلاتو (به انگلیسی: Plato) یک منطقهٔ مسکونی در ایالات متحده آمریکا است که در شهرستان لاگرانژ، ایندیانا واقع شده‌است. پلاتو ۲۸۷٫۱۳ متر بالاتر از سطح دریا واقع شده‌است.